# Hans Hampe
Hans Otto Hampe (* 19. Juni 1892 in Debschwitz; † 8. August 1941 in Dresden)  war ein deutscher Schauspieldirektor und Theaterregisseur. Er war Direktor, Eigentümer und Oberspielleiter der bis 1937 bestehenden Sächsischen Kulturbühne in Chemnitz. Gleichzeitig war er auch Direktor des Sommertheaters im Radiumbad Oberschlema.

## Leben und Wirken
Er leitete und war bis zum 1. September 1937 gleichzeitig der Eigentümer der Sächsischen Kulturbühne in Chemnitz, die 1925 gegründet worden war und die zuletzt im Auftrag der Nationalsozialistischen Kulturgemeinde in zahlreichen sächsischen Städten als Wanderbühne spielte. Zu deren Programm 1936 zählte u. a. die Aufführung des Stückes Hockewanzel. Hauptsitz der Wanderbühne war in Chemnitz, Mittelstraße 1. Im Sommer trat er mit seinem Theater nicht nur in Oberschlema, sondern auch im Naturtheater Schwarzenberg im Rockelmann auf.
Ab 1937 wurde Hampe Leiter einer der beiden Spielgruppen der neugebildeten Landesbühne Sachsen, einer Wanderbühne des Sächsischen Gemeindekulturverbandes. Er starb im 49. Lebensjahr in Dresden.